# Симпсоны (сезон 32)
Тридцать второй сезон мультсериала «Симпсоны» транслировался в США на телеканале «Fox» с 27 сентября 2020 года по 23 мая 2021 года. Сериал был продлён на 32-й сезон 6 февраля 2019 года.
На этот сезон пришёлся юбилейный, 700-й эпизод («Manger Things»).
В сезоне были представлены выступления гостей: Майкла Пейлина («I, Carumbus»), Бена Платта («Three Dreams Denied») и Хэннибала Бёресса («The Road to Cincinnati»).
Также:
- в серии «Undercover Burns» мистер Бёрнс заметил на стене АЭС граффити, которое его критикует. Чтобы устранить проблему, он пошёл под прикрытие, надев специальный костюм и изменяя при этом лицо, голос и тело, однако всё, что он делает, говорило, что это Бёрнс[4][5];
- вступление спецвыпуска, посвящённого Хэллоуину («Treehouse of Horror XXXI»), посвящен президентским выборам в США в 2020 году[6][7];
- Оливия Колман исполнила роль Лили, роковой женщины, которая привлекает каждого мужчину, которого она когда-либо встречала, и которая влюбилась в Гомера («The 7 Beer Itch»)[8][9];
- были показаны предыстории нескольких второстепенных персонажей: мисс Гувер, учительницы Лизы («Sorry Not Sorry»), продавца комиксов («The Dad-Feelings Limited»), и Сары Виггам («Uncut Femmes»)[10][11][12][13][14];
- Клетус случайно стал звездой музыки кантри («Yokel Hero»)[15];
- для юбилейной, 700-й, серии «Manger Things» Билл Плимптон в седьмой раз санимировал диванный гэг[2][16][17];
- серия «Panic in the Streets of Springfield» была мюзиклом, в котором Бенедикт Камбербэтч сыграл роль постаревшего ведущего вокалиста The Smiths Моррисси, а Брет Маккензи (из «Flight of the Conchords») написал песни для этого эпизода[18];
- Стивен Фрай исполнил роль шпиона, который думал, что дедушка Симпсон является частью шпионской сети («The Man from G.R.A.M.P.A.»)[18].

Тридцать второй сезон был номинирован на премию «Эмми». Серия «The Dad-Feelings Limited» была номинирована в категории «Лучшая анимационная программа» в 2021 году, но проиграл серии «Plague of Madness» мультсериала «Первобытный».

## Список серий
| № общий | № в сезоне | Название                                                                                      | Режиссёр           | Автор сценария                                            | Дата премьеры    | Произв. код | Зрители в США (млн) |
| --- | ---------- | --------------------------------------------------------------------------------------------- | ------------------ | --------------------------------------------------------- | ---------------- | ----------- | ------------------- |
| 685 | 1          | «Бёрнс под прикрытием» «Undercover Burns»                                                     | Боб Андерсон       | Дэвид Крайан                                              | 27 сентября 2020 | ZABF19      | 4,44                |
| Во время «Дня с ребёнком на работе» Мистер Бёрнс замечает на стене АЭС граффити, которое его критикует. Он вскоре обнаруживает, что его сотрудники не так сильно его любят из-за его напыщенности. Смитерс решает помочь обезумевшему Бёрнсу. Чтобы устранить проблему, последний идёт под прикрытие как Фред, надев специальный костюм и изменяя при этом лицо, голос и тело, хотя всё, что он делает говорит, что это — Бёрнс. Он внедряет всевозможные удобства, чтобы улучшить жизнь своих сотрудников. «Фред» становится другом со всеми, включая Гомера, Ленни и Карла. Однако ревнивый из-за этой большой дружбы Смитерс планирует вернуть старого, жестокого Бёрнса и уничтожить Фреда. Приглашённые звёзды: Дэвид Харбор в роли изменённого голоса мистера Бёрнса, Фил Розенталь в роли самого себя |            |                                                                                               |                    |                                                           |                  |             |                     |
| 686 | 2          | «Я, Карамбус» «I, Carumbus»                                                                   | Роб Оливер         | Сезар Мазарьегос                                          | 4 октября 2020   | ZABF18      | 1,51                |
| На музейной выставке, посвящённой Древнему Риму, Мардж и Гомер вступают в спор из-за отсутствия честолюбия Гомера. Они представляют древнеримскую версию того, что случилось, если бы Гомер был более управляемый карьерой… Приглашённые звёзды: Майкл Пейлин в роли куратора музея, Джо Мантенья в роли Жирного Тони |            |                                                                                               |                    |                                                           |                  |             |                     |
| 687 | 3          | «Есть музей, и нет музея» «Now Museum, Now You Don’t»                                         | Тимоти Бэйли       | Дэн Грини                                                 | 11 октября 2020  | ZABF21      | 1,36                |
| Лиза остаётся дома и не посещает школу. Она исследует чудеса западного искусства. - Лиза представляет себя Лизанардо. - Барт принимает форму французского импрессиониста. - Мэгги исполняет роль Амура. - Гомер и Мардж изображены как Диего Ривера и Фрида Кало. |            |                                                                                               |                    |                                                           |                  |             |                     |
| 688 | 4          | «Домик ужасов на дереве XXXI» «Treehouse of Horror XXXI»                                      | Стивен Дин Мур     | Джулия Прескотт                                           | 1 ноября 2020    | ZABF17      | 4,93                |
| «Toy Gory» — Сатирическая пародия на «Историю игрушек». Барт издевается над своими игрушками. Однако, ему придётся столкнуться с последствиями… «Into the Homer-verse» — Пародия на мультфильм «Человек-паук: Через вселенные». Шесть различных версий Гомера из шести параллельных измерений терроризируют Спрингфилд. «Be Nine, Rewind» — Лиза замкнута в петле празднования своего девятилетия… Приглашённые звёзды: Бен Манкевич в роли самого себя |            |                                                                                               |                    |                                                           |                  |             |                     |
| 689 | 5          | «Влюбиться в Гомера» «The 7 Beer Itch»                                                        | Майк Фрэнк Полчино | Сюжет : Эл Джин Телесценарий : Джоэль Х. Коэн, Джон Фринк | 8 ноября 2020    | ZABF15      | 1,74                |
| Мардж, Барт, Лиза и Мэгги едут в морские каникулы в доме своих родственников в Марта-Виньярд, но Гомера не приглашают. Когда Гомер остаётся один, он встречает в баре Лили, подавленную роковую женщину из Великобритании. Она привлекает каждого мужчину, которого встречает, но единственным, в кого она влюбляется сама, оказывается тот, кто не хочет её любить — Гомер. Вскоре мистер Бёрнс делает Гомера своим романтическим посредником, чтобы самому сойтись с ней. Приглашённые звёзды: Оливия Колман в роли Лили |            |                                                                                               |                    |                                                           |                  |             |                     |
| 690 | 6          | «Новости из подкастов» «Podcast News»                                                         | Мэттью Фонан       | Дэвид Коэн                                                | 15 ноября 2020   | ZABF22      | 3,5                 |
| Когда Мардж и Лиза увлекаются подкастами о настоящих преступлениях, они чувствуют себя экспертами, когда дед Симпсон обвиняется в убийстве новой подруги Вивьен. Тем временем Кент Брокман сомневается в своей карьере. Он делает собственный подкаст о происшествии под названием «Виновный дедушка». Приглашённые звёзды: Морган Фэрчайлд в роли Вивьен Сен-Шармэн, Кристин Нангл в роли Табиты Шингл, Стеллан Скарсгард в роли самого себя |            |                                                                                               |                    |                                                           |                  |             |                     |
| 691 | 7          | «Разбиты три мечты» «Three Dreams Denied»                                                     | Стивен Дин Мур     | Даниэль Вайсберг                                          | 22 ноября 2020   | QABF02      | 4,41                |
| Оказывается, что мечтой всей жизни продавца комиксов было попасть на «Комикалузу», и он, наконец, попадает туда. Он планирует задать главный вопрос аудитории в надежде, что он будет нанят «Marvel Comics», но его унижают. После посещения фестиваля Барта нанимают актёром озвучивания для нового мультсериала, но Барта смущает его роль… принцессы. Тем временем Лиза влюбляется в нового мальчика-саксофониста по имени Блейк, который её поражает. Однако он — не тот, кем кажется… Приглашённые звёзды: Бен Платт в роли Блейка, Пол Радд в роли самого себя |            |                                                                                               |                    |                                                           |                  |             |                     |
| 692 | 8          | «Дорога на Цинциннати» «The Road to Cincinnati»                                               | Мэттью Настук      | Джефф Вестбрук                                            | 29 ноября 2020   | ZABF20      | 1.63                |
| Странная пара Скиннера и Чалмерса отправляются в 800-мильную поездку на автомобиле в Цинциннати, чтобы посетить конгресс администраторов. Однако можно только догадываться, доберутся ли они до пункта назначения, не убив друг друга… Приглашённые звёзды: Хэннибал Бёресс в роли Финча, Джейсон Бейтман в роли Макса Дэвиса |            |                                                                                               |                    |                                                           |                  |             |                     |
| 694 | 9          | «Жаль — не жаль» «Sorry Not Sorry»                                                            | Роб Оливер         | Нелл Сковелл                                              | 6 декабря 2020   | QABF01      | 1,66                |
| Когда школьный проект Лизы получает такую же оценку, как и у остального класса, B-, она называет свою учительницу, мисс Гувер, бездарностью и отказывается извиняться. Когда её упрямство только ухудшает ситуацию, ей предлагают попробовать понять вещи с точки зрения своей учительницы. Позже девочка узнаёт о личной боли мисс Гувер из её прошлого. Приглашённые звёзды: Ариана и Элла Пикняч — исполнительницы песни в конечных титрах |            |                                                                                               |                    |                                                           |                  |             |                     |
| 694 | 10         | «Спрингфилдское летнее Рождество на Рождество» «A Springfield Summer Christmas for Christmas» | Тимоти Бэйли       | Джессика Конрад                                           | 13 декабря 2020  | QABF03      | 3,92                |
| Кабельный канал «Heartmark» посреди лета снимает рождественский фильм в Спрингфилде. Тем временем Скиннер влюбляется в продюсера фильма Мэри. Приглашённые звёзды: Элли Кемпер в роли Мэри, Крис Парнелл в роли возлюбленного Мэри, Ричард Кайнд в роли режиссёра |            |                                                                                               |                    |                                                           |                  |             |                     |
| 695 | 11         | «Ограниченные чувства папы» «The Dad-Feelings Limited»                                        | Крис Клементс      | Райан Кох                                                 | 3 января 2021    | QABF04      | 1,89                |
| Проведя время с детьми Симпсонов, продавец комиксов и его жена Кумико спорят о необходимости завести ребёнка. Продавец комиксов убегает от давления жены к семейному особняку, где раскрывается история его детства и взаимоотношений с роднёй… Приглашённые звёзды: Дженни Йокобори в роли Кумико, Дэн Эйкройд в роли коллекционера марок, Боб Балабан в роли рассказчика |            |                                                                                               |                    |                                                           |                  |             |                     |
| 696 | 12         | «Королева дневника» «Diary Queen»                                                             | Мэттью Настук      | Джефф Вестбрук                                            | 21 февраля 2021  | QABF05      | 1,43                |
| На гаражной распродаже Барт находит дневник ныне покойной учительницы Эдны Крабаппл, из которого узнает, что она неожиданно хорошо к нему относилось и видела в нём потенциал. Это положительного влияет на мальчика, и Барт становится хорошим учеником. Однако, Лиза узнаёт, что Эдна на самом деле хвалила не его. Девочка не может решить, раскрыть ли секрет и разочаровать брата… Приглашённые звёзды: Джо Мантенья в роли Жирного Тони, Марсия Уоллес в роли Эдны Крабаппл (архивные записи) |            |                                                                                               |                    |                                                           |                  |             |                     |
| 697 | 13         | «Цели, набитые ватой» «Wad Goals»                                                             | Майк Фрэнк Полчино | Брайан Келли                                              | 28 февраля 2021  | QABF06      | 1,24                |
| Узнав о местном поле для гольфа, где игроки очень щедро платят своим кедди, Барт соглашается на эту работу, и добиваетя успеха. Однако, Мардж опасается, что это портит его характер и будущее. Приглашённые звёзды: Стивен Рут в роли Бильдорфа |            |                                                                                               |                    |                                                           |                  |             |                     |
| 698 | 14         | «Деревенский герой» «Yokel Hero»                                                              | Роб Оливер         | Джефф и Саманта Мартин                                    | 7 марта 2021     | QABF07      | 1,38                |
| Во время пьяной ночи с Клетусом Гомер клянётся стать новым человеком, лучшим семьянином. С его помощью Клетус случайно становится поющей сенсацией музыки кантри. Позже он отворачивается от своих поклонников и Гомера, разрушая всё. Приглашённые звёзды: Альберт Брукс в роли ловкого менеджера |            |                                                                                               |                    |                                                           |                  |             |                     |
| 699 | 15         | «Мечтают ли пиццаботы об электрогитарах?» «Do PizzaBots Dream of Electric Guitars?»           | Дженнифер Мёллер   | Майкл Прайс                                               | 14 марта 2021    | QABF08      | 1,43                |
| Гомер пытается воссоединить механическую группу из своей юности, но создатель фильмов и телешоу Джей Джей Абрамс первым овладевает ими. Приглашённые звёзды: Грег Гранберг в роли персонажа «Звёздного пути», Джей Джей Абрамс в роли самого себя |            |                                                                                               |                    |                                                           |                  |             |                     |
| 700 | 16         | «Очень ясельные дела» «Manger Things»                                                         | Стивен Дин Мур     | Роб Лазебник                                              | 21 марта 2021    | QABF09      | 1,28                |
| В серии изучен секрет рождественского прошлого Фландерса… В пьяном виде Гомер разочаровывает Мардж на вечеринке насмешками над мистером Бёрнсом. Исследовав ранее невиданную комнату в доме Симпсонов, Гомер пытается вернуть Мардж. Это приводит его к дому Фландерсов… |            |                                                                                               |                    |                                                           |                  |             |                     |
| 701 | 17         | «Неогранённые женщины» «Uncut Femmes»                                                         | Крис Клементс      | Кристин Нангл                                             | 28 марта 2021    | QABF10      | 1,22                |
| Оказывается, что жена шефа Виггама, Сара — больше, чем кажется… Тем временем Мардж участвует в хищении драгоценностей. Приглашённые звёзды: Ник Офферман в роли капитана Боудича, Меган Маллалли в роли Сары Виггам, Тия Сиркар в роли Бэтт, Наташа Ротвелл в роли Эрин, Джо Мантенья в роли Жирного Тони, Боб Сигер в роли самого себя |            |                                                                                               |                    |                                                           |                  |             |                     |
| 702 | 18         | «Бургер-короли» «Burger Kings»                                                                | Лэнс Крамер        | Роб ЛаЗебник                                              | 11 апреля 2021   | QABF11      | 1,24                |
| Мистер Бёрнс объедается гамбургерами и едва не умирает. Придя в себя, обнаруживает, что народ радовался его скорой смерти. В очередной раз он решает заняться восстановлением своей репутации и запускает в производство свой бренд действительно полезных вегетарианских гамбургеров, что приносит ему долгожданную народную любовь. Гомер становится маскотом фирмы, а Мардж зарабатывает на акциях. Лиза начинает подозревать Бёрнса, и находит неприятную правду… |            |                                                                                               |                    |                                                           |                  |             |                     |
| 703 | 19         | «Паника на улицах Спрингфилда» «Panic on the Streets of Springfield»                          | Мэттью Настук      | Тим Лонг                                                  | 18 апреля 2021   | QABF12      | 1,31                |
| После унижения перед всей школой у Лизы появляется воображаемый друг — Квиллоби, депрессивная знаменитая альтернативная рок-звезда 1980-х годов типа Моррисси. Он помогает ей наносить ответный огонь подлым «друзьям» и Лиза становится одержимой им. Тем временем Гомер получает транспортное средство с потрясающим крутящим моментом — он становится водителем грузовика. Приглашённые звёзды: Бенедикт Камбербэтч в роли Квиллоби |            |                                                                                               |                    |                                                           |                  |             |                     |
| 704 | 20         | «Воссоединение мамы и ребёнка» «Mom and Child Reunion»                                        | Дженнифер Мёллер   | Дж. Стюарт Бернс                                          | 9 мая 2021       | QABF14      | 1,11                |
| Семья Симпсонов узнаёт свою судьбу в лавке предсказателя… В будущем, окончив школу, Лиза принимает шокирующее решение вовсе не поступать в колледж, что ранит Мардж, которая многим пожертвовала ради поступления дочери. Отказавшись учиться, Лиза решает учить других и открывает успешную сеть альтернативного образования для малообеспеченных слоёв. Впоследствии, она становится президентом США, но всё еще пребывает в ссоре с Мардж… Приглашённые звёзды: Вернер Херцог, Нэйт Сильвер и Джордж Стефанопоулос в роли самих себя |            |                                                                                               |                    |                                                           |                  |             |                     |
| 705 | 21         | «Агенты Д.Е.Д.У.Ш.К.А.» «The Man from G.R.A.M.P.A.»                                           | Майк Фрэнк Полчино | Кэролин Омайн                                             | 16 мая 2021      | QABF13      | 1,06                |
| Британский шпион Терренс прибывает в Спрингфилд в рамках своих 50-летних поисков русского шпиона, известного как «Серый Лис». Гомер знакомится с Терренсом и узнаёт о его поисках. Они вскоре приходят к выводу, что дедушка Симпсон может не только являться частью шпионской сети, но и даже быть предателем США… Приглашённые звёзды: Стивен Фрай в роли Терренса, главы «МИ5», отца Терренса, Хейзел и копа; Морис Ламарш в роли Орсона Уэллса |            |                                                                                               |                    |                                                           |                  |             |                     |
| 706 | 22         | «Последний барный боец» «The Last Barfighter»                                                 | Тимоти Бэйли       | Дэн Веббер                                                | 23 мая 2021      | QABF15      | 1,02                |
| После того, как Мо нарушает самое святое правило барменов, тайное общество барменов стремится отомстить Гомеру и его друзьям. Бармены вводят им сыворотку, которая не даёт им пить алкоголь… Приглашённые звёзды: Иэн Макшейн в роли Артемиса |            |                                                                                               |                    |                                                           |                  |             |                     |